# Cotoneaster raboutensis
Cotonéaster de Rabou
Espèce
Synonymes
- Pyrus raboutensis (Flinck, J.Fryer, Garraud, B.Hylmö & J.Zeller) M.F.Fay & Christenh.[2],[3]

Cotoneaster raboutensis, le Cotonéaster de Rabou, est une espèce de plantes à fleurs de la famille des Rosaceae et du genre Cotoneaster. C' est un arbuste endémique du sud-est de la France.

## Description

### Appareil végétatif
Le Cotonéaster de Rabou est un arbuste dressé, de 50 cm à 2 m, à feuilles nombreuses de plusieurs tailles et se chevauchant, la face supérieure généralement glabre. A l'automne, les feuilles changent de couleur de façon très différente sur un même individu ou même une même feuille, donnant des individus aux couleurs très chamarrées. 

### Appareil reproducteur
Le diamètre de la corolle est de 6–7 mm. Les fruits sont d'un rouge terne et sont glabres (pruineux), sur un pédicelle allongé, sphériques. La floraison a lieu de mai à juin.

### Confusions possibles
Cotoneaster raboutensis, généralement glabre à la face supérieure et dont les fruits sont glabres, peut être confondu avec Cotoneaster intermedius ainsi qu'avec Cotoneaster tomentosus, qui possède des feuilles moins triangulaires à limbe très légèrement cordiforme à la base et des fruits plus velus.

## Habitat et répartition
Le Cotonéaster de Rabou est endémique du sud-est de la France,,, connu uniquement dans un secteur restreint à cheval sur les Hautes-Alpes et les Alpes-de-Haute-Provence, d'une altitude de 1 000 à 1 600 mètres.

## Menaces et conservation
L'espèce est classée « espèce vulnérable » (VU) sur la Liste rouge régionale de la flore vasculaire de Provence-Alpes-Côte d’Azur (2015).

### Publication originale
- Karl Evert Flinck, Jeanette Fryer, Luc Garraud et Bertil Hylmö, « Cotoneaster raboutensis, espèce nouvelle de l'ouest des Alpes, et révision du genre Cotoneaster dans les Alpes françaises », Publications de la Société Linnéenne de Lyon, vol. 67, no 10,‎ 1998, p. 272–282 (DOI 10.3406/linly.1998.11252, lire en ligne, consulté le 24 février 2021)